# José de Molina
José de Molina (Hermosillo, Sonora 1938-1998) fou el nom artístic de Jesús Nuñez Molina, cantautor mexicà de protesta amb una trajectòria de 30 anys com a artista i compositor de temes socials com ara "Obreros y Patrones", "Ayeres", entre molts altres dels seus més 12 àlbums. Fou un viatger incansable, va viatjar per Llatinoamèrica, Europa, els Estats Units d'Amèrica i tota la república Mexicana. Va fer una gira pels Països Catalans l'estiu de l'any 1997.
Mai va militar en cap partit polític, ja que no creu que mitjançant les eleccions puguin haver-hi canvis radicals. Va treballar inicialment com a camperol, obrer, periodista, actor, venedor... entre altres oficis que li van donar a la seva obra el caràcter rebel i irreverent que la caracteritza, amb tendència socialista en la seva major part. I des dels darrers anys (cap a 25) es va dedicar només a la venda del seu material musical, ja que mai va cobrar per cantar.
José de Molina fou supervivent de la massacre del 2 d'octubre a Tlatelolco, i de "El halconazo" del 10 de juny de 1971. Fou víctima d'amenaces, segrest i cops, propinats per la policia política mexicana. Van tractar de comprar-lo, però mai va caure en la temptació amb el govern. Es considerava un socialista llibertari, ja que pensava que qualsevol estat-govern a la llarga es corromp i es torna despòtic, repressiu i tirànic. No creia en il·luminats que ens poguessin governar, ni acceptava déus, i els amos encara menys.
Durant la dècada dels 90 del segle xx, la marginació contra aquest cantautor es va aguditzar cada cop més, es va fer una crida perquè s'organitzessin concerts en barris, sindicats o auditoris amb la finalitat de trencar el buit de silenci que l'envoltava. Probablement fou el compositor popular urbà de protesta més conegut a Mèxic, tan sols precedit per León Chavez Texeiro.

## Discografia
Cánticos y testimonios conté:
- Ya es hora
- Levantamiento obrero ferrocarrilero
- Ay hermano mexicano
- Movimiento del magisterio
- Asesinato de Rúben Jaramillo
- Movimiento médico
- Los versos del caracol
- Asesinato de copreros
- Levantamiento coprero
- Masacre de Tlatelolco
- En esta plaza
- Diez de Corpues
- Marcha compañero

Testimonios rebeldes conté:
- América Latina canta
- Las elecciones
- Los gorilas
- Halcón Colea
- El gallito trovador
- De la mano del viento
- La serpiente verde
- Al general
- Cura y guerrillero
- Canto por Genaro Vasquez
- Despedida
- La cárcel de Cananea (Versió de J. de Molina)

Se acabó conté:
- El hombre nuevo
- Otra trinidad
- Textos
- Corrido a Joel Arriaga y Enrique Cabrera
- Obreros y patrones
- Ayeres
- Corazones de plomo
- De la Sierra de Guerrero
- Sin yugos ni cadenas
- Se acabó
- Los latinoamericanos
- Compañero
- Marcha de las Madres latinas.

Historia de un verdadero Sex-enio Vol I conté:
- El cantor
- Cárceles
- Tlatelolco 3
- Corrido a Lucio Cabañas
- El niño de Vietnam
- Sin razón
- Marchando van
- Mujeres
- Adelante mujeres de la tierra

Historia de un verdadero Sex-enio II conté:
- Yaqui
- Cuatro palomas
- Del Bravo a la Patagonia
- Colorado
- La bomba
- Madre proletaria
- Corrido a Efraín Calderón Lara
- La huelga
- Textos aclaratorios

Salsa Roja conté:
- Pobre México Señor
- Canto negro
- Diálogo entre el Papa y Jesucristo
- Marcha Coalición
- Canto por los desaparecidos
- Lorenza Santiago
- Corrido a los mineros de Nacozari
- Salsa Roja

Contraconfesiones conté:
- Levántate campesino
- Sangre en la Huasteca
- Corrido a Florencio Medrano
- Marcha al Megisterio Independiente
- Contraconfesiones
- Los 10 ordenamientos
- Cristiacomunismo
- Marcha al Frente Farabundo Martí de Liberación

Manifiesto conté:
- Introducción
- Soldado
- Chicano
- Coplas de la inflación
- Cantor 2
- Manifiesto
- Consignas
- La rueda de la historia

Terremoto conté:
- San Juan Ixuatepec (Flamazo)
- Poema Terremoto
- Terremoto
- Corrido a Rubén Jaramillo
- El camaleón
- Ronald "Hítler" Reagan
- Chótiz de la Madrid
- Parodia a los Charros
- Al tambor de la alegría

Identidades conté:
- Niños y niñas del mundo
- El niño quiso la Luna
- Los Gober-Elefantes
- El chapulín
- Un niño más
- Cuando los niños del mundo
- Identidades
- Los mojados
- Razones
- Corrido a Manuel Buendía
- Ley 187

Surrealismo conté:
- La lúdica mujer impúdica
- Sueño irreversible
- El menú del Marqués
- El asesino de Televisión
- Tratado de Libre Comercio
- La modista
- El charro morado
- Pasitas
- El monje de minifalda
- Canto a tus viceras
- Pique 86'

Desde Chiapas con amor conté:
- Corrido al EZLN (La toma de San Cristóbal)
- El sembrador
- Ya comenzó (New version)
- El Jarabito de PRONASOL
- Corrido al wati
- Banderita roja y negra
- Corrido a Sonora
- La dedocracia
- Che

A més també existeix un casset dedicat totalment a Ernesto 'Che' Guevara i un amb cançons inèdites editat després de la seva mort.